# Maasnielderbeek
De Maasnielderbeek is een beek in de Nederlandse provincie Limburg. De beek ontspringt in de buurt van Boukoul en Asenray en loopt langs de wijk Donderberg, Hoogvonderen, Maasniel en Leeuwen om aldaar uit te monden in de Maas.

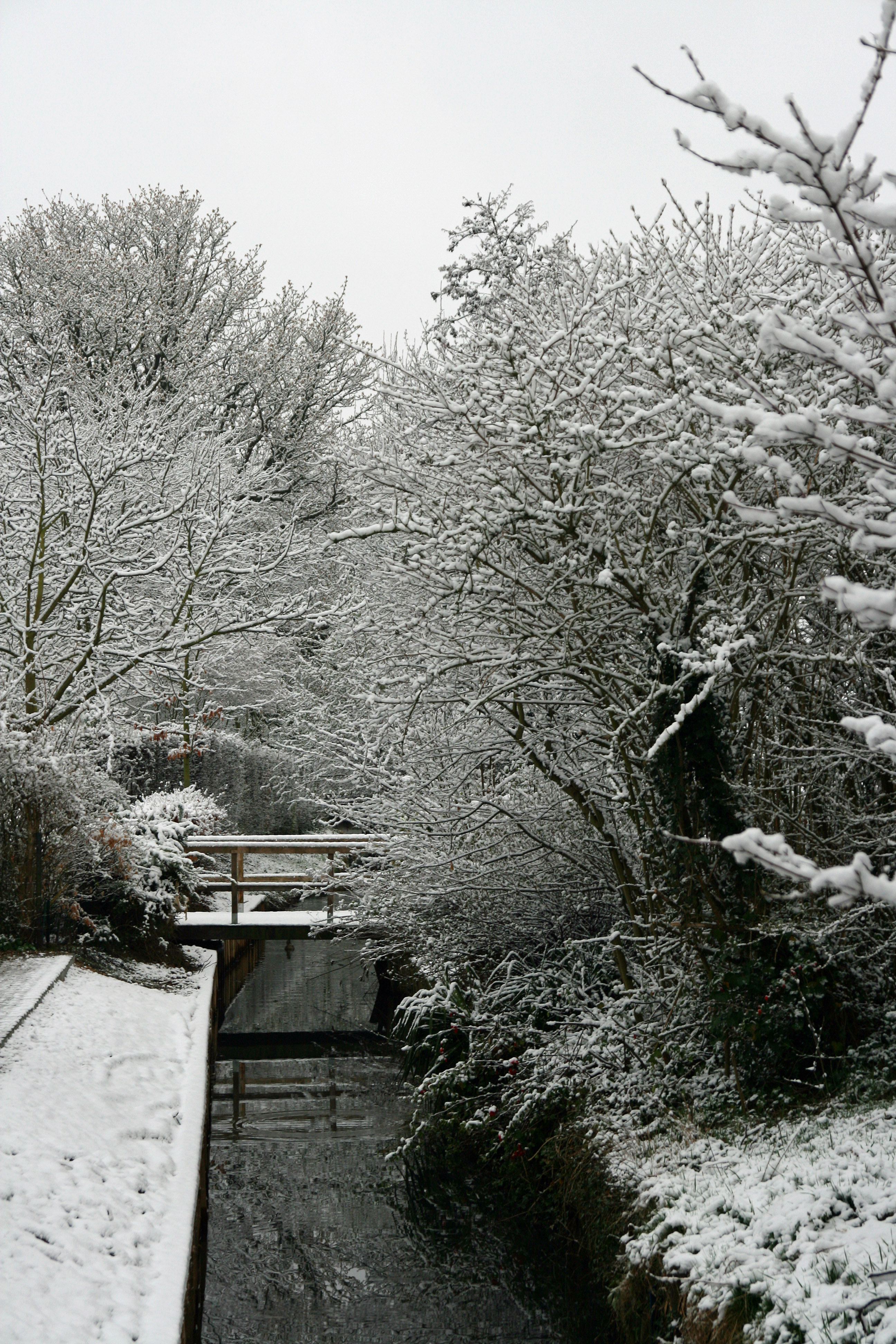
De Maasnielderbeek in de winter.

De lengte van de beek is ongeveer 12 kilometer. De beek ontspringt ongeveer op een hoogte van 28 meter en mondt in de Maas uit op een hoogte van ongeveer 14 meter.
In het beekdal liggen vier historische hoeves: Cornelishof, Heysterhof, Kloosterhof en Lintjenshof. Ook lag er vroeger ter plaatse van de gelijknamige wijk de heuvel Donderberg waar de beek ruim omheen stroomt.

## Verloop
De beek ontspringt aan de rand van een veenheidegebied. Tussen Asenray en Straat doorsnijdt de beek een rug die mogelijk ooit doorgraven is. Hierna volgt de beek een verlaten Maasbedding. Het tracé van Maasniel tot en met Leeuwen is overkluisd.